# Somodor
Somodor is een plaats (község) en gemeente in het Hongaarse comitaat Somogy. Somodor telt 444 inwoners (2001).